# Лазарево (посёлок, Тульская область)
Лазарево — посёлок в Щёкинском районе Тульской области России.
В рамках административно-территориального устройства является центром Лазаревской сельской администрации Щёкинского района, в рамках организации местного самоуправления является центром сельского поселения Лазаревское.

## География
Расположен в 18 км к югу от железнодорожной станции города Щёкино. С востока ограничен рекой Невежа. Через посёлок проходит железнодорожная линия Тула — Орёл. В посёлке тринадцать улиц.

## История
В 1942—1958 годах Лазарево было центром Лазаревского района.

## Экономика
В Лазареве находится ООО ПХ «Лазаревское». Предприятие занимается производством и переработкой сельскохозяйственной продукции растениеводства и животноводства.. В середине XX века велась добыча строительных материалов.

## Население
| 2002 | 2010  |
| ---- | ----- |
| 2366 | ↘2208 |

## Транспорт
Железнодорожная станция Лазарево Московской железной дороги была открыта в 1868 году. Код станции: 214202. Используется для грузовой работы.
Регулярное автобусное сообщение с городом Щёкино (2 рейса в сутки).

## Образование
Лазаревская средняя школа № 26 — одно из старейших образовательных учреждений Тульской области. Открылась в 1932 году.

## Памятники
Братская могила с захоронением воинов, погибших в период Великой Отечественной войны 1941—1945.

## Русская православная церковь
- Церковь иконы Божией Матери «Спорительница хлебов». Построена между 2003 и 2011 годами.[9]